# 南奧厄河
52°25′10.3″N 9°23′56.8″E / 52.419528°N 9.399111°E

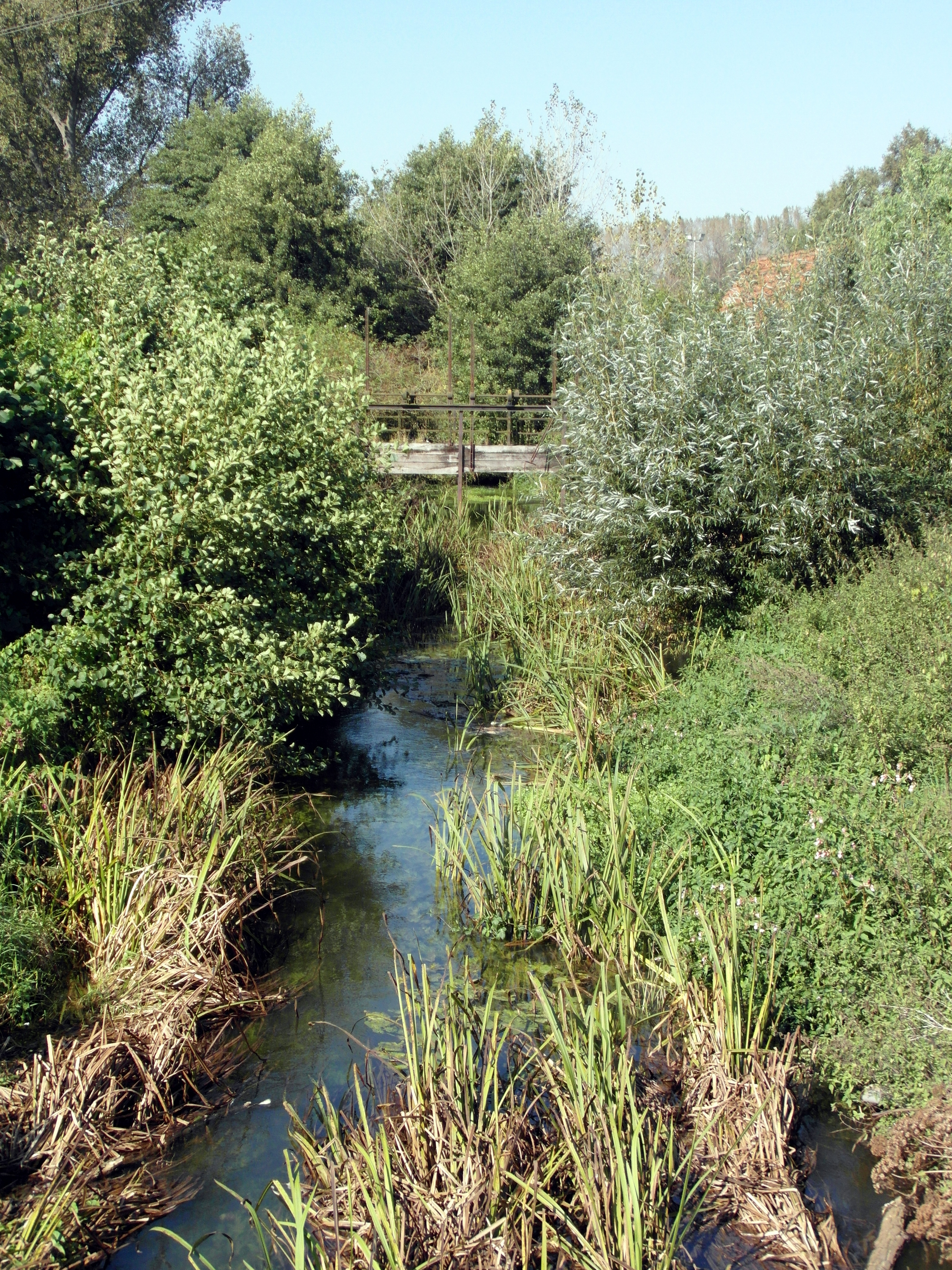
南奧厄河

南奧厄河（德語：Südaue），是德國的河流，位於該國西北部，由下薩克森州負責管轄，屬於西奧厄河的支流，河道全長16.2公里，流域面積204平方公里，河口處在文斯托夫以西。